# 大陸横断鉄道
大陸横断鉄道（たいりくおうだんてつどう、米: Transcontinental Railroad）は、広義では大陸の端から端までをつなぐ鉄道網一般を指す。ただし、鉄道網が縦横無尽に発達しているヨーロッパ大陸を横断する鉄道は通常はこれには含まれない。

## アメリカ大陸

### パナマ
- 1855年にパナマ地峡に建設されたパナマ地峡鉄道は、大西洋と太平洋とを最初に結んだ鉄道である。長さは 77 km（48マイル）である。

### アメリカ合衆国

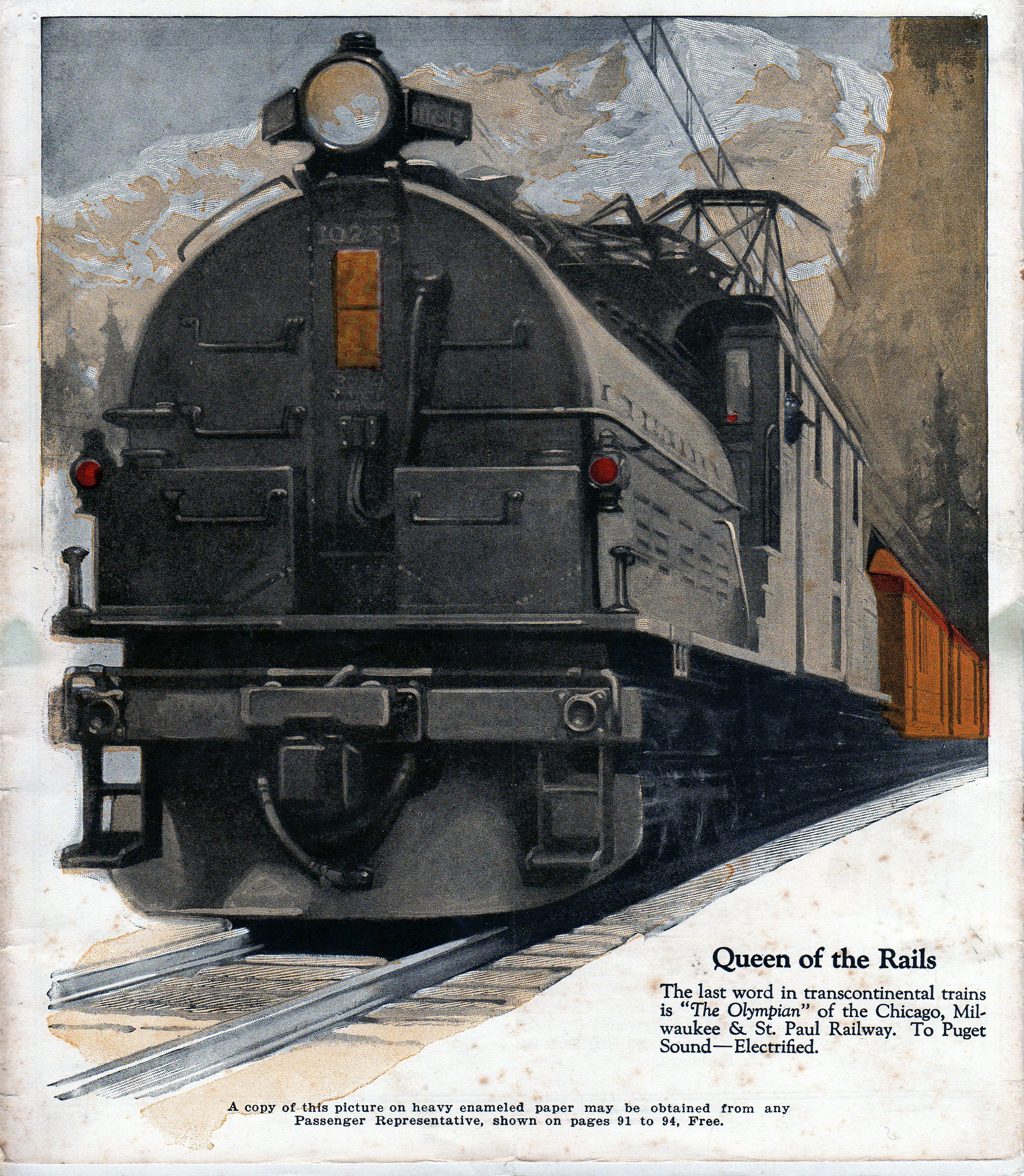
電化区間を行くEP-2型電気機関車/1925年の時刻表

アメリカ合衆国では、東海岸（メキシコ湾岸を除く）から西海岸までの路線を一つの会社が通して所有したことは過去になかった。これは東部の鉄道会社が西部の線路まで保有すれば、他の鉄道会社の路線への相互乗り入れが難しくなるためである。現在でも、ミシシッピー川をはさんで東西に2つずつの大きな鉄道会社がある。このため、アメリカ合衆国で大陸横断鉄道といえば、ミシシッピー川の西側の、中西部と西海岸とを結ぶ路線のことを指す。
- 1869年、最初の大陸横断鉄道が開通した[1]。ユニオン・パシフィック鉄道とセントラル・パシフィック鉄道が、オマハからサクラメントまでの山岳路線2,826キロメートルを建設した。同年、路線は太平洋岸のオークランドに到達した[2]。
- 1882年、アッチソン・トピカ・アンド・サンタフェ鉄道が、カンザス州アッチソンからニューメキシコ州デミングまでの路線を完成させ、東部とロサンゼルスとをつなぐ第二の路線となった。
- 1883年、サザン・パシフィック鉄道が、ニューオーリンズとロサンゼルスとの間で開通し、メキシコ湾岸から太平洋までをつないだ。
- 1883年、ノーザン・パシフィック鉄道が、シカゴとシアトルとをつないだ。
- 1893年、グレート・ノーザン鉄道が、ジェームズ・ジェローム・ヒルによって連邦の財政援助を受けずに建設された。セントポールとシアトルの間を結んだ。
- 1909年、シカゴ・ミルウォーキー・セントポール・パシフィック・ロード（ミルウォーキーロード）が、シアトルまでの延伸を完成させた。
- 1900年代に、ジョージ・グールドは大陸を横断する経路を計画し、1909年にサンフランシスコからオハイオ州トレドまでが繋がった。これはウェスタン・パシフィック鉄道（英語版）、デンバー・リオグランデ鉄道、ミズーリ・パシフィック鉄道（英語版）、ウォーバッシュ鉄道からなる経路であった。しかし1907年の恐慌の影響で、トレドから先の計画はストップした。
- 1919年、サンディエゴ・アリゾナ鉄道（英語版）がジョン・スプレッケルズによって完成され、サンディエゴと東部を直接結んだ。

現在、シカゴと西海岸を結ぶ長距離旅客列車としては半官半民のアムトラックにより、エンパイア・ビルダー（シカゴ - シアトル・ポートランド）、カリフォルニア・ゼファー（シカゴ - エメリービル）、サウスウェスト・チーフ（シカゴ - アルバカーキ - ロサンゼルス）、テキサス・イーグル（シカゴ - サンアントニオ - ロサンゼルス）の各列車が運行されている。
このほか、途中乗り換えなしで西海岸と東海岸を結ぶ「米国史上初の定期大陸横断旅客列車」として、ニューオーリンズ - ロサンゼルスを結んでいたサンセット・リミテッドが1993年4月4日よりフロリダ州ジャクソンビルまでの延長運転を開始し、同列車の運行区間はのちにオーランドまでさらに延長されたが、2005年のハリケーン・カトリーナおよびハリケーン・リタの影響でニューオーリンズ以東の区間では運行が休止され、2018年現在もその状態が続いている。

### カナダ
- カナダでは、1885年にカナディアンパシフィック鉄道が西海岸への路線を開通させた。同社では1886年6月28日から同年7月4日、「パシフィック・エクスプレス」号によるモントリオール・ポートムーディ間の初の大陸横断運転を行った[6]。1889年にはアメリカ合衆国メイン州への国際鉄道を開業したことで、北米において東海岸と西海岸とを単一の企業体でつないだ最初の鉄道会社となった。

- カナダでは他に2つの大陸横断鉄道が建設された。1912年、カナディアンノーザン鉄道（英語版）が西海岸まで開通した。1917年、グランド・トランク・パシフィック鉄道（英語版）とナショナル・トランスコンチネンタル鉄道（英語版）は、ケベック橋の完成によって、2社を合わせて東海岸から西海岸までがつながった。これらの鉄道会社は後にカナダ政府によって国有化された。

- 現在ではVIA鉄道により、カナディアン号という列車がトロント - バンクーバー間で運行されているが、経路はカナディアンパシフィック鉄道のそれとは異なっている。

### 南アメリカ
- 1910年、チリのバルパライソとサンティアゴ・デ・チレに近いロス・アンデスとアルゼンチンのメンドーサを結ぶ、ラックレール式を採用した狭軌のアンデス横断鉄道が完成した。
  - これにより太平洋側と大西洋側が鉄道で結ばれたが、このアンデス横断鉄道は両国関係により1978年に旅客運送を終了し、貨物運送も自然災害により4年後に終了した。現在はチリ、アルゼンチン側ともに途中までの区間が貨物輸送に使用されている。このようなことから、両国を結ぶ列車を復活させようという計画が存在するほか、これよりも南に広軌の国際鉄道を新たに建設する動きも見られる。

- チリのアリカとボリビアのラパス、および同じくチリのアントファガスタとアルゼンチンのサルタの間に上記とは別の狭軌鉄道が存在する。
  - これとアルゼンチン、ボリビアおよびブラジルの狭軌路線網は接続されており、それらを利用することで理論上は大陸横断鉄道が完成することになるが、実際は各国および各鉄道会社により運行形態は全く異なり、過去に一度、アルゼンチンによる試験運転の列車が大陸を横断した以外は大陸横断鉄道として機能したことはない。

## ユーラシア大陸
- 1905年に完成したシベリア鉄道は、ユーラシア大陸を横断する唯一の鉄道である。長さは 9,289 km（5,772マイル）あり、世界で最も長い鉄道として知られる。

- 日中戦争期から太平洋戦争期の日本では大東亜縦貫鉄道の構想があった。

- 中国から中央アジアを経由してヨーロッパへと通じる鉄道もつくられたが（北疆線、義烏・ロンドン路線（英語版）、義烏・マドリード路線（英語版））、この区間には軌間の違いという問題がある。また、中国からモンゴル縦貫鉄道を経てモスクワに達する直通列車K3/4次列車が運行されている。

- 国際連合アジア太平洋経済社会委員会はアジア横断鉄道の構想を提唱している。

## オーストラリア大陸
- オーストラリア大陸では、1917年にポートオーガスタとカルグーリーとを結ぶ鉄道が完成し、さらに同鉄道が延伸されてシドニーからパースまでを結ぶオーストラリア横断鉄道が完成した。この経路はかつて 1,435 mm、1,600 mm、1,067 mm の3種類の軌間が混在していたが、1969年に国際標準軌の 1,435 mm への統一がなされた。途中のナラバー平原を通る部分は、世界の鉄道で最も長い直線区間とされている。現在、シドニーからパースまでの区間で長距離旅客列車のインディアンパシフィックが運行されている。
- 2004年、アリススプリングスからダーウィンまでの路線開通によりオーストラリア縦断鉄道が完成し、21世紀に人類史上で初めて大陸間を南北に繋ぐ鉄道が出現した。ダーウィンからアデレードまでオーストラリア大陸を南北に縦貫し、同区間で長距離旅客列車のザ・ガンが運行されている。

## アフリカ大陸
アフリカ大陸を東西に鉄道で横断する方法はいくつかある。
- 1つは2019年に開通したベンゲラ鉄道とタンザン鉄道を結んだルートである[7]。アンゴラのロビトを出発し、タンザニアのダルエスサラームへ通じている。

- 他のルートとしては、ナミビアのワルビスベイかルデリッツから、南アフリカの鉄道網を通り、インド洋へ至るルートがある。

- アフリカ大陸を南北に横断するルートとしては、かつてセシル・ローズがケープ・カイロ鉄道を提唱した。これはイギリス帝国のアフリカ植民地支配の根幹となるはずの構想であったが、未完成のまま終わった。フランスによるトランスサハラ鉄道計画も同様の結果に終わった。

- 現在、アフリカ連合はアフリカ大陸を網羅する鉄道を計画している。